# Christoph Dettmeier
Christoph Dettmeier (* 1966 in Köln) ist ein deutscher Bildhauer, Fotograf und Performancekünstler.

## Leben
Dettmeier studierte an der Hochschule der Künste Berlin bei Rebecca Horn und an der Hochschule für bildende Künste Hamburg bei Bogomir Ecker. Wichtige Inspirationsquellen seiner Filme, Aufführungen, Fotografien und Papierarbeiten bilden die Trivial- und Populärmythen, etwa aus den Westernfilmen Hollywoods. Seine stimmungsvollen Landschaftsfotografien, die in Industriebrachen oder im Ruhrgebiet entstehen,  zeichnen gekonnt die Weiten des amerikanischen Westens nach. Größere Bekanntheit erreichte er mit seiner Vortrags- und Gesangs-Performance Die Stunde des Cowboys - Country Caraoke Show. Christoph Dettmeier lebt heute in Berlin.

## Ausgewählte Ausstellungen

### Einzelausstellungen
- 2014: HAPPY BIRTHDAY Chapter Gallery, Cardiff
- 2013: KRAUTKAMERAD Galerie Schmidt Maczollek, Köln Cologne
- 2012: NE CEDE MALIS rahncontemporary, Zürich; DER AMERIKANISCHE FREUND Galerie Oel-Früh, Hamburg
- 2011: PEACE IN THE VALLEY ONCE AGAIN Neuer Kunstverein Wuppertal; PICKNICK AM WEGESRAND Künstlerverein Malkasten Düsseldorf
- 2010: WAITIN’ AROUND TO DIE Kunstverein Braunschweig
- 2009: WAITIN’ AROUND TO DIE Galerie der Stadt Remscheid; PRIVATE LAND rahncontemporary, Zürich; OPEN RANGE Galerie Schmidt Maczollek, Köln Cologne
- 2008: BADLANDS o.T. Raum für aktuelle Kunst, Luzern
- 2006: AIN’T NO SUNSHINE Galerie Schmidt Maczollek, Köln Cologne
- 2004: NO FEAR Ruhrfestspiele, Recklinghausen
- 2002: WESTERNER Gruner & Jahr Pressehaus, Hamburg
- 2000: FINE Galerie Simon Spiekermann, Düsseldorf
- 1999: MADHOUSE Horten, Düsseldorf
- 1998: ARBEITEN Leopold Hoesch Museum, Düren[2]

### Gruppenausstellungen
- 2013: VISIONEN Marta, Herford; APOKALYPTIK ALS WIDERSTAND Bayerisches Armeemuseum, Ingolstadt; HOW LONELY DOES IT GET Blackridge Offspace, Bejing
- 2012: UNCANNY HOME Corridor, Reykjavík
- 2011: DEAD_LINES – TODESBILDER IN KUNST – MEDIEN – ALLTAG Von der Heydt-Museum, Wuppertal
- 2010: E.R.O.D.E.R.E Märkisches Museum, Witten; OPTICAL SHIFT. ILLUSION UND TÄUSCHUNG b-05, Kunst- und Kulturzentrum, Montabaur
- 2008: FARE UNA SCENATA Fundazio Morra Greco, Neapel; MOVING WALLS Museum of New Art, Detroit
- 2007: BRAVE LONESOME HEROES Villa Merkel, Esslingen / Kunstmuseum St.Gallen
- 2006: FOREVER AND A DAY Büro Berlin
- 2005: ESPECIAL Galerie Schmidt Maczollek, Köln Cologne
- 2004: CREATIVE SPACES I Goethe Institut, Singapore
- 2003: SUKUN | STILLE Museum Folkwang, Essen
- 2002: RUHRPOTT VORORT: DÜSSELDORF Künstlerverein Malkasten, Düsseldorf
- 2001: WHAT’S IN THE BOX KX, Hamburg; VIDEOFILME VON KÜNSTLERN Kunsthalle Recklinghausen

### Performances und Vorträge
- 2012: ANTIFOTO Neuer Kunstraum Düsseldorf; EXPERIMENTICA Chapter Gallery, Cardiff
- 2010: PEACE IN THE VALLEY Neuer Kunstverein Wuppertal; BUENAS TARDES AMIGO Kunstverein Braunschweig
- 2008: FARE UNA SCENATA Fundazio Morra Greco, Neapel Naples
- 2007: BRAVE LONESOME HEROES Villa Merkel, Esslingen / Kunstmuseum, St.Gallen
- 2006: THE VIDEOSHOW Villa Massimo, Rom
- 2005: MONTAGS BEI PETULA PARK Städtische Galerie im Lenbachhaus, München; COUNTRYCARAOKESHOW Kunst-Werke, Berlin
- 2004: NO FEAR Ruhrfestspiele, Recklinghausen